# 사토 하루오 (성우)
사토 하루오(佐藤晴男, 1961년 9월 19일 ~ )는 일본의 오피스 CHK 소속 성우이다. 도쿄도 출신이다.

## 성우 역할

### TV 애니메이션
- 애거서 크리스티의 명탐정 포와로와 마플 (Major Norman, Bajjiwōsu, Inspector Prima)
- 카오스 드래곤 (Emmael)
- 사이보그 009 (2001 시리즈) (Actor, man, staff, group members)
- 탐정학원 Q (Detective Tsuchida)
- 디지몬 테이머즈 (Supervisory auditor (man in the black suit), Juri's father)
- 엘르멘탈 제라드 (Fiora's father)
- 슈퍼갤즈 (Kitakata)
- 고쿠센 (Wakamatsu)
- 언젠가는 대마왕 (Mr.X)
- Kingdom (Ze Gui)
- 슈발리에 (Teillagory)
- 프린세스 츄츄 (Book person)
- 스킵 비트 (Taishou (Darumaya owner))
- 베리베리 뮤우뮤우 (Tsukiko's boss)
- 금색의 갓슈!! (Shelby, Faūdo's heart)

### 비디오 게임
- Crash Bandicoot: Bakuso! Nitro Kart (Emperor Velo XXVII (스티븐 블룸), Doctor Nefarious Tropy (Michael Ensign))
- 크래시 트윈새니티 (Doctor Nefarious Tropy (Michael Ensign), Farmer Ernest (Alex Fernandez), others)
- 라디아타 스토리 (Zane)
- 발키리 프로파일 2: 실메리아 (Gyne)

### 드라마 CD
- 카페라떼 랩소디 (Bookstore Manager)

### 더빙

#### 실사
- 에이전시 (Carl Reese)
- 오스틴랜드 (Colonel Andrews (제임스 캘리스))[1]
- 007 어나더데이 (DVD version) (Colonel Tan-Sun Moon (윌 윤 리))
- 가디언즈 오브 갤럭시 VOL. 2 (Sovereign Admiral (벤 브라우더))
- 존 큐 (Steve Maguire (Kevin Connolly))
- 박물관이 살아있다: 비밀의 무덤 (Dr. McPhee (리키 저베이스))
- 쉴드: XX 강력반 (Shane Vendrell)
- 트루 콜링 (Luc Johnston (맷 보머))
- 인 디 에어 (스티브 (잭 갤리퍼내키스))[2]
- 화이트 올랜더 (Bill)

#### 애니메이션
- 미스터 맨 쇼 (Mr. Grumpy, Mr. Nervous, Mr. Nosy)
- 파워퍼프걸 (Director, Amoeba, Snake, Jerome, Skinny, Mitch Mitchelson 등)
- 레귤러 쇼 (Pops)
- 엑스맨 (비스트, 비숍, 사브레투스)
- 엑스맨: 에볼루션 (비스트, 마그네토, 저거너트)